# Allégorie de la Peinture
Pour les articles homonymes, voir Femme couchée.
Allégorie de la Peinture – ou Femme couchée – est un tableau anonyme réalisé vers 1630-1640 et attribué à l'artiste italienne Artemisia Gentileschi,, ou à un confrère appartenant (ou non) à son entourage napolitain. Parmi les noms des auteurs évoqués par les historiens de l'art, on peut citer Giovanni Baglione.

## Description
Cette huile sur toile représente une femme à moitié nue apparemment endormie à côté d'un masque et de plusieurs outils nécessaires à la peinture, notamment une palette et des pinceaux. Conservée au sein des collections du musée de Tessé, au Mans, en France, l'œuvre a été acquise par le musée, en 1836 auprès de la famille de la Popelinière.

## Particularités
Une radiographie a permis d'établir qu'elle a été exécutée sur une autre peinture représentant un évêque portant une mitre.